# Lyman Bradford Smith
Lyman Bradford Smith (Winchester, Massachusetts, 11 de septiembre de 1904 - Manhattan, Kansas, 4 de mayo de 1997) fue un botánico estadounidense.
Durante los años de 1920s estudió biología en la Harvard University. Entre 1928 y 1929 trabajó por primera vez en Brasil. También en su futuro trabajo de por vida se concentró en la taxonomía de las angiospermas de Sudamérica, en particular Bromeliaceae.
Para la "North American Flora", de Nathaniel Lord Britton trató las "Bromeliaceae" del tomo 19 N.º 2 (1938).
Entre 1931 y 1947 fue curador en el Gray Herbarium.

## Honores

### Epónimos
- (Bromeliaceae) Lymania smithii Read fue dedicada en su nombre

- La abreviatura «L.B.Sm.» se emplea para indicar a Lyman Bradford Smith como autoridad en la descripción y clasificación científica de los vegetales.[1]

## Obras
- The Bromeliaceae of Brazil, 1955
- The Bromeliaceae of Colombia, 1957
- en colaboración con Edward S. Ayensu A revision of Velloziaceae
- Begoniaceae, 1986

- en colaboración con Robert J. Downs, Bromelioideae (Bromeliaceae). Vol. 14, partes 1, 2, 3